# Yondé
Yondé è un dipartimento del Burkina Faso classificato come comune, situato nella Provincia  di Koulpélogo, facente parte della Regione del Centro-Est.
Il dipartimento si compone del capoluogo e di altri 23 villaggi: Baoghin, Boussirabogo, Dabogo, Dazinre, Foulbado-Mossi, Gnanghin, Gnogzinse, Kamseogo, Kamseogo-Feulh, Kidibi, Koadiga, Kondogo, Loume, Napenga, Nobsgogo, Niorgo-Yanga, Pogoyoaga, Salembaore, Welguemsibou, Wobgo, Yactibo, Yonde-Peulh e Yorghin.